# Christopher Ruocchio

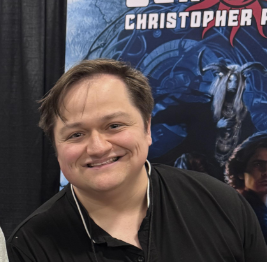
Christopher Ruocchio (2025)

Christopher Ruocchio (* 1992/93 in North Carolina) ist ein US-amerikanischer Autor. Er schreibt in den Genres Science-Fiction und Fantasy.

## Biographie
Geboren ist Christopher Ruocchio in North Carolina. Er besuchte die North Carolina State University und schloss diese mit einem Bachelor in English Rhetoric ab. Der in Raleigh lebende Autor arbeitete von 2015 bis 2021 als Assistant Editor bei Baen Books. Seitdem schreibt er hauptberuflich Bücher. Im Februar 2020 heiratete er Jenna Perry, mit der er zwei Kinder hat.

## Bibliografie

### Sonnenfresser-Saga
Hauptartikel: Sonnenfresser-Saga
Neben bisher sechs Bänden in der Hauptreihe veröffentlichte der Autor drei Novellen und fünfundzwanzig Kurzgeschichten, die ebenfalls im Sun Eater-Universum spielen.
- Ruocchio, Christopher: Das Imperium der Stille (= Sonnenfresser-Saga. Band 1). Wilhelm Heyne Verlag, 2018, ISBN 978-3-453-31828-1, S. 989 (englisch: Empire of Silence. 2018. Übersetzt von Kirsten Borchardt).
- Ruocchio, Christopher: Die Finsternis zwischen den Sternen (= Sonnenfresser-Saga. Band 2). Wilhelm Heyne Verlag, 2021, ISBN 978-3-453-31829-8, S. 1068 (englisch: Howling Dark. 2019. Übersetzt von Kirsten Borchardt).
- Ruocchio, Christopher: Der Thron der Sonne (= Sonnenfresser-Saga. Band 3). Wilhelm Heyne Verlag, 2023, ISBN 978-3-453-31830-4, S. 1169 (englisch: Demon in White. 2019. Übersetzt von Kirsten Borchardt).
- Ruocchio, Christopher: Kingdoms of Death (= Sonnenfresser-Saga. Band 4). DAW Books, 2022, ISBN 978-0-7564-1309-5.
- Ruocchio, Christopher: Ashes of Man (= Sonnenfresser-Saga. Band 5). DAW Books, 2022, ISBN 978-0-7564-1660-7.
- Ruocchio, Christopher: Disquiet Gods (= Sonnenfresser-Saga. Band 6). Baen, 2024, ISBN 978-1-982193-32-4.

### Kurzgeschichten
Ruocchios Adaman-Kurzgeschichten sind dem Fantasy-Genre zuzuordnen:
- The Barrow King. In: Galaxy Science Fiction #263, Ausgabe 1 Nr. 1 (2024), S. 47–59.[6]
- Shrine of the Lost Stars (2024)
- The Pilgrim Road (2025)